# Rhodostrophia angustuniaria
Rhodostrophia angustuniaria är en fjärilsart som beskrevs av Fernandez 1931. Rhodostrophia angustuniaria ingår i släktet Rhodostrophia och familjen mätare. Inga underarter finns listade.